# エア・カナダ759便ニアミス事故
エア・カナダ759便ニアミス事故（エア・カナダ759びんニアミスじこ、英：Air Canada Flight 759）は、2017年7月7日にトロント・ピアソン国際空港発サンフランシスコ国際空港行きのエア・カナダ759便（エアバスA320-211）がサンフランシスコ国際空港への最終進入時に着陸の許可された滑走路28Rではなく、国際線4便が離陸待ちで待機中の平行誘導路へ誤進入しかけたインシデントである。
離陸待ち先頭のユナイテッド航空1便機長が事態に気付き管制へ連絡し、管制が759便へ着陸復行を指示したことで大事には至らず、759便は復行後無事に着陸し死傷者は1人も出なかった。5機の乗員乗客の合計は1091人であり離陸機は長距離国際線で燃料が満載であったことから、もしも5機を巻き込む地上衝突事故に発展していた場合、史上最悪の583人の死者を出したテネリフェ空港ジャンボ機衝突事故を遥かに上回る死者を出す大惨事になっていた可能性が高く、ある引退したパイロットは「おそらく史上最悪の航空事故に最も近付いた」インシデントであると述べている。

## 事故機
事故当該便に充当されたのは機体記号C-FKCKのエアバスA320-211であった。この機は1992年12月に初飛行が行われ事故時点での機齢は24.5歳であった。また、事故機の誤進入したC誘導路には国際線4便が離陸待ちで並んでいた。
| 航空会社         | 便名   | 機種                | 搭乗人数 | 機体記号 | 出発地           | 到着地           |
| ---------------- | ------ | ------------------- | -------- | -------- | ---------------- | ---------------- |
| エア・カナダ     | 759便  | エアバスA320-200    | 146人    | C-FKCK   | トロント         | サンフランシスコ |
| ユナイテッド航空 | 1便    | ボーイング787-9     | 252人    | N29961   | サンフランシスコ | チャンギ         |
| フィリピン航空   | 115便  | エアバスA340-300    | 264人    | RP-C3441 | サンフランシスコ | マニラ           |
| ユナイテッド航空 | 863便  | ボーイング787-9     | 252人    | N13954   | サンフランシスコ | シドニー         |
| ユナイテッド航空 | 1118便 | ボーイング737-900ER | 177人    | N62895   | サンフランシスコ | カンクン         |
| 合計             |        |                     | 1091人   |          |                  |                  |

## インシデント

サンフランシスコ国際空港の誘導路図。759便は白破線の28Rに着陸許可されたが、誤って青破線のC誘導路へ進入した

現地時間23時46分、エア・カナダ759便はサンフランシスコ国際空港滑走路28Rへの着陸を許可された。左に隣接する滑走路28Lは午後10時より閉鎖されており、滑走路内の灯火類は滑走路東端にある"X"字の灯火以外全て消灯されていた。759便は機長の操縦で進入を行っていたが、機長・副操縦士ともに進入すべき28Rを28Lと、右に隣接するC誘導路を28Rと誤認してC誘導路へ進入を継続した。後の調査では、滑走路28RとC誘導路の灯火は通常通り異なる色で点灯しており、ATISの情報も28Lの閉鎖及び同滑走路の灯火消灯を通知していた。運輸局の調査結果によると、この時759便は天候が良好であったため計器進入ではなく視認進入を行っていた。

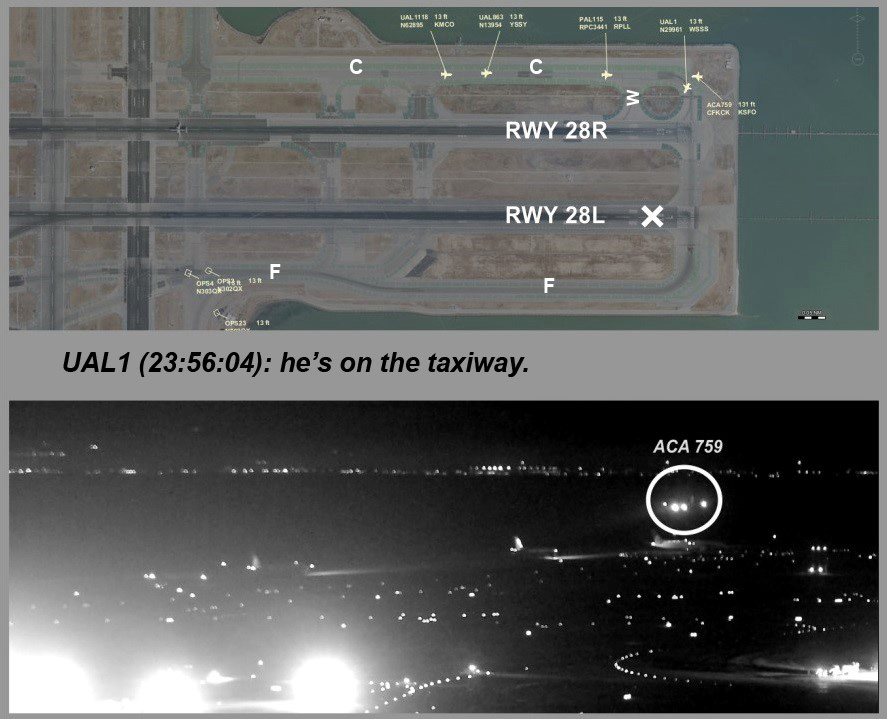
ニアミス時の各機体の位置とユナイテッド航空1便の上空を通過する759便

この頃、C誘導路には先頭から順にユナイテッド航空1便・フィリピン航空115便・ユナイテッド航空863便・同1118便が離陸待ちで並んでいた。午後11時55分46秒、759便が滑走路より約0.7マイル (1.1km) 地点へ接近した時に同機の乗員は離陸待機中の便の航行灯を認め、管制官に28Rへの着陸進入を継続して良いか尋ねた。759便が滑走路より約0.3マイル (0.48km) 地点へ接近した同56秒に管制官は「28Rに他の航空機はいません。」と応答し、759便は進入を継続した。事故後のインタビューでは、759便乗員は当時の状況について「C誘導路上に航空機を見た記憶はありませんが、何か違和感がありました。」と語っている。759便が誘導路へ進入していることに気が付いたフィリピン航空115便の乗員は着陸灯を点灯し759便に警告を行った。離陸待ち先頭のユナイテッド航空1便の乗員も異常に気が付き、午後11時56分01秒に管制官へ「あいつ（759便）はどこへ行くんだ?誘導路に向かって来るぞ。」と報告した。同10秒、管制官は759便に着陸復行を指示し、759便の復唱後に「エア・カナダ759便、貴機はチャーリー（C誘導路）に降りてしまうところでしたよ。」と警告した。また、759便乗員は異常を感じていたことから、着陸復行指示より前から降下を中止し復行を開始していた。
その後、ユナイテッド航空1便の乗員は管制官に「エア・カナダ機は当機の直上を通過。」と報告し、管制官は「えぇ、見ました。」と返答した。759便は高度81フィート (25m) まで降下し、離陸機まであと29フィート (8.8m) の位置まで接近したところで着陸復行指示を受けた。フライトデータレコーダーの記録によると、759便が高度85フィート (26m) まで降下した時にスラストレバーが押し込まれ、その2.5秒後に最低高度の59フィート (18m) に達した後に上昇に転じた。事故に関与していないパイロットによると、仮に759便が着陸復行を行うのがあと5秒遅ければ3番目の離陸機（ユナイテッド航空863便）に衝突していた可能性が高い。また、759便の機体底部とフィリピン航空115便の尾翼の間隔は僅か14フィート (4.3m) 程度であった。
サンフランシスコ国際空港は、滑走路と誘導路の機が衝突する可能性がある場合に警告を発する機能を持つ空港地上監視機能 (ASSC) システムを導入していた。しかしながら、事故当時はASSCのディスプレイから759便の機影が午後11時55分52秒から同56分04秒までの12秒間、759便乗員が28Rへの進入継続を管制官に尋ねた直後からユナイテッド航空1便の乗員が759便の誘導路進入を指摘するまでの間消失していた。これは759便が28Rへの進入経路から大幅に逸脱していたためである。
759便は復行後再度空港へ進入して問題なく着陸し、離陸機4便も通常通り各々の目的地へ向けて離陸していった。また、サンフランシスコ国際空港では本来管制官2人がそれぞれグランド管制とタワー管制に分かれているはずであったが、事故当時は管制官1人でグランド管制とタワー管制を兼任していた。

## 調査
この事故は現在の連邦規制では報告対象とは見なされていなかったものの、元国家運輸安全委員会 (NTSB) 委員長のジム・ハルは759便のニアミスを「この10年間で最も重大なニアミス事故」と呼び、NTSBにこれらの報告要件の再評価を求めた。7月9日、NTSBは事故の通知を受けて連邦航空局 (FAA) の支援を得ながら調査を主導した。また、カナダ運輸安全委員会 (TSB) がエア・カナダとNTSB間の情報伝達を行うファシリテーターとなった。TSBは2017年7月11日に発生番号A17F0159として事故に関する予備情報を公開した。また、NTSBはインシデントに識別番号DCA17IA148を割り当てた。
引退したあるパイロットは、滑走路28Rと28Lは横方向に750フィート (230m) 離れており、誘導路Cは28Rから500フィート (150m) 未満離れているため、サンフランシスコ国際空港への着陸では精密進入を行うことが必要であると述べた。また他のパイロットは、一部の航空会社は天候や視程に関係なく全ての航空機に計器着陸装置 (ILS) の使用を義務付けており、仮に航空機が誘導路に進入していても乗員に警告されるようにしていると指摘した。カリフォルニア州保健監督官で759便に乗り合わせていたデイブ・ジョーンズは事故の1週間後に捜査への協力を要請する手紙をエア・カナダへ送った。
2017年8月2日に公開されたフライトデータレコーダーの解析によるNTSBの予備調査結果では、759便が最低高度59フィート (18m) に達していたことが判明した。この高さはボーイング787-9の尾翼の地上高55フィート10インチ (17.02m) に近く、離陸待機中のユナイテッド航空1便・同863便の機材がボーイング787-9であったことから一歩間違えれば衝突に至っていた。なお、コックピットボイスレコーダーの情報は、NTSBの調査が始まるまでに3便の運航を行っていたために上書きされており調査できなかった。

### 最終報告書
2018年9月25日の理事会で、NTSBは759便の乗員がノータムの滑走路28L閉鎖情報を見落とし、灯火の点灯している28Rを28Lと誤認した可能性があると述べた。また、その他の要因として飛行管理装置を用いた視認進入であり計器着陸装置を使用していなかったこと、パイロットの時差ボケ (トロントは東部標準時、サンフランシスコは太平洋標準時) 及び休息の不十分さによる疲労蓄積が挙げられている。当時副操縦士は12時間、機長は19時間十分な休息がとれておらず、アメリカ合衆国のパイロットの休息に関する規則の下では機長は乗務できない状態であった。これは本社のあるカナダの規則では問題なかったものの、この事故を受けてカナダ運輸省はパイロットの休息規則を国際基準に合わせる予定であるとした。その後2018年12月に国際基準に近い新しい規制が発表されたが、エア・カナダパイロット協会から標準以下であると批判された。また、FAAは6つの推奨事項を通達された。
エア・カナダはサンフランシスコ国際空港アプローチチャートを簡略化し分かりやすくするとともに、フライトシミュレーターでサンフランシスコ国際空港への進入訓練を含む乗員の期待バイアスを減らす訓練を行うほか、エアバスA220やボーイング737MAXなどの新機種にヘッドアップディスプレイを設置して低視程や高リスク進入時の乗員の状況認識能力を強化した。
NTSBは2018年9月に最終報告を発表し、5つの推奨事項が作成された。また、インシデントの報告が遅かったためコックピットボイスレコーダーが上書きされたことから、NTSBはより迅速なインシデントの報告が必要であるとしている。
元NTSB調査官は調査の欠陥を観察して内省を回避したとして取締役会を批判し、本件の様なインシデントを予防しようとせず、起きた後の事後処理しかしていないとも批判している。これは最終報告書はインシデントの報告が遅かったエア・カナダ側を非難する内容であったが、当時NTSBが報告義務があるとしていた類似インシデントは誘導路で離着陸を行った又は離着陸機の居る滑走路内に別機が進入し回避した事案のみであり、本件では759便は誘導路に進入こそしたものの着陸はしておらず、他機が居たのは誘導路上であり滑走路上の他機を回避したわけでもないため報告義務のあるインシデントであるとは言えず報告しなかったエア・カナダ側を非難する理由が無かったためである。また、2015年12月にアラスカ航空がシアトル・タコマ国際空港で起こした類似の誘導路誤進入インシデントが2年経っても未だ予備調査段階であり、これといった予防措置を取らないまま本件でインシデントが再発してしまったということにも触れられている。

## 事故後
事故後、FAAは8月上旬にサンフランシスコ国際空港での夜間着陸手順を変更し「隣接する平行滑走路が閉鎖されている」夜間の視認進入を禁止し、計器着陸装置または衛星基準の計器進入を行うこととしたほか、管制官は「深夜の到着ラッシュが終わるまで」グランド管制とタワー管制を2人で分担することとした。
エア・カナダは759便の便名の使用を停止した。